# Lynn Nadel
Lynn Nadel (12 de novembro de 1942) é um professor de psicologia estadunidense da Universidade do Arizona, especializado na pesquisa da memória humana e no hipocampo da formação de memória. Fez doutorado em filosofia na Universidade McGill em 1967 e suas pesquisas acarretaram a conquista do prêmio Grawemeyer no ano de 2006. Além disso, atualmente é editor-chefe da revista científica Wiley Interdisciplinary Reviews: Cognitive Science.